# アラン・シリトー
アラン・シリトー（Alan Sillitoe、1928年3月4日 - 2010年4月25日）は、イギリス、ノッティンガム出身の小説家。

## 概要
イギリス・ノッティンガムの出身。なめし皮工場の労働者の子供として生まれ、14歳からラレー自転車工場やベニヤ板工場などで働く。19歳でイギリス空軍に入隊し、無線技士としてマラヤに配属されたが、肺結核となり帰国。1年半におよぶ治療生活のなかで大量の読書をして文学に目覚め、病気が治ったのち軍人恩給で南フランスに行き、その後スペイン領マジョルカ島に移る。そこで作家のロバート・グレーヴスと知り合い、励まされつつ執筆した『土曜の夜と日曜の朝』（1958年）で作家としてデビュー、作家クラブ賞を受賞するなど好評を得た。翌年の短編集『長距離走者の孤独』も高く評価され、ホーソーンデン賞を受賞した。
シリトーの文壇への登場は、『怒りをこめてふりかえれ』のジョン・オズボーン（en:John Osborne）、『ラッキー・ジム』のキングスレー・エイミス、『急いで駆け降りよ』のジョン・ウェイン（en:John Wain）など、「怒れる若者たち」と呼ばれる一派と時を同じくしていたため、そのメンバーの一人と見なされることが多い。
しかし、この一派の中心となった作家たちは、おおむねオックスフォード大学卒のインテリであった（ただし、オズボーンの学歴は高くなく、出身階級もシリトーと同じ労働者階級である）。この点、工場労働者の息子であり、自らも工場労働者であったシリトーとは異質のものであった。反体制を叫ぶ「怒れる若者たち」の怒りは、体制の改革と共に消えてゆく。しかし、シリトーの主人公たちはなおも怒り続ける。
社会が不当に築いた彼らの周りの規制への反撥、その規制を守ろうとする権力者の偽善に対するアナーキックな憤りから、不道徳行為という方法で権威へのささやかなプロテストを試みる。しかし彼らの行動は、積極的に体制を破壊しようとする方向には向かわない。反体制的反抗ではなく「非体制的」な反逆とでも呼べそうなものである。
代表作、長編『土曜の夜と日曜の朝』と、短篇「長距離走者の孤独」は映画化され、いずれも英国アカデミー賞を受賞している。
2010年4月25日に、ロンドン市内の病院で死去した。82歳没。

## 作品

### 小説
- 土曜の夜と日曜の朝 Saturday Night and Sunday Morning (1958)
  - 永川玲二訳 河出書房新社 1968、のち新潮文庫
- 長距離走者の孤独 The Loneliness of the Long-Distance Runner (1959)
  - 丸谷才一・河野一郎訳、集英社 1969、のち集英社文庫、新潮文庫
- 将軍 The General (1960)
  - 関口功訳 早川書房 1970
- ドアの鍵 Key to the Door (1961)
  - 栗原行雄訳 集英社 1973、のち文庫
- 屑屋の娘 The Ragman’s Daughter (1963)
  - 河野一郎・橋口稔訳 集英社 1969、のち文庫
- ウィリアム・ポスターズの死 The Death of William Posters (1965)
  - 橋口稔訳 集英社 1969、のち文庫
- 燃える樹 A Tree on Fire (1967)
  - 鈴木建三訳 集英社 1972
- グスマン帰れ Guzman, Go Home (1968)
  - 橋口稔訳 集英社 1970、のち文庫
- 華麗なる門出 A Start in Life (1970)
  - 河野一郎訳 集英社 1974
- ニヒロンへの旅 Travels in Nihilon (1971)
  - 小野寺健訳 講談社 1979
- ノッティンガム物語 Men, Women and Children (1973)
  - 橋口稔・阿波保喬訳 集英社 1975、のち文庫
- 見えない炎 The Flame of Life (1974)
- The Widower’s Son (1976)
- The Storyteller (1979)
- 悪魔の暦 The Second Chance (1981)
  - 河野一郎訳 集英社 1983
- Her Victory (1982)
- The Lost Flying Boat (1983)
- Down from the Hill (1984)
- Life Goes On (1985)
- 渦をのがれて Out of the Whirlpool (1987)
  - 山田順子訳 福武書店 1990
- The Open Door (1989)
- Last Loves (1990)
- Leonard’s War (1991)
- Snowstop (1993)
- Alligator Playground (1997)
- The Broken Chariot (1998)
- The German Numbers Woman (1999)
- Birthday (2001)
- A Man of His Time (2004)
- New and Collected Stories (2005)

### ノンフィクション
- ロシアの夜とソビエトの朝 Road to Volgograd (1964)
  - 鈴木建三訳 晶文社 1973
- 素材 Raw Material (1972)
  - 栗原行雄訳 集英社 1976
- 私はどのようにして作家となったか Mountains and Caverns: Selected Essays (1975)
  - 出口保夫訳 集英社 1978
- The Saxon Shore Way (1983)
- Alan Sillitoe’s Nottinghamshire (1987)
- Life Without Armour (1995)
- Leading the Blind: A Century of Guidebook Travel, 1815 – 1914 (1995)
- A Flight of Arrows: Essays and Observations (2003)
- Gadfly in Russia (2007)

### 詩
- The Rats and other poems (1960)
- Falling Out of Love and other poems (1964)
- Love in the Environs of Voronezh and other poems (1968)
- Barbarians and other poems (1973)
- Storm: New Poems (1974)
- Snow on the North Side of Lucifer: Poems (1979)
- Sun Before Departure: Poems 1974 – 1982 (1984)
- Tides and Stone Walls: Poems (1986)
- Collected Poems (1993)

### 戯曲
- All Citizens are Soldiers (with Ruth Fainlight; translated from Lope de Vega’s‘Fuente Ovejuna’(1969)
- Three Plays: The Slot-Machine, The Interview, Pit Strike (1978)

### 児童書
- マーマレード・ジムのぼうけん The City Adventures of Marmalade Jim (1967)
  - 上野瞭訳 栗田八重子絵 あかね書房 1971
- Big John and the Stars (1977)
- The Incredible Fencing Fleas (1978)
- Marmalade Jim at the Farm (1980)
- Marmalade Jim and the Fox (1984)

## 映画化作品
- 土曜の夜と日曜の朝（英語版）（1960年、イギリス、監督カレル・ライス）
- 長距離ランナーの孤独（1962年、イギリス、監督トニー・リチャードソン）
- 誇り高き戦場（1967年、アメリカ、監督ラルフ・ネルソン） 『将軍』（The General）が原作
- 屑屋の娘（英語版）（1972年、イギリス）